# Gunnar

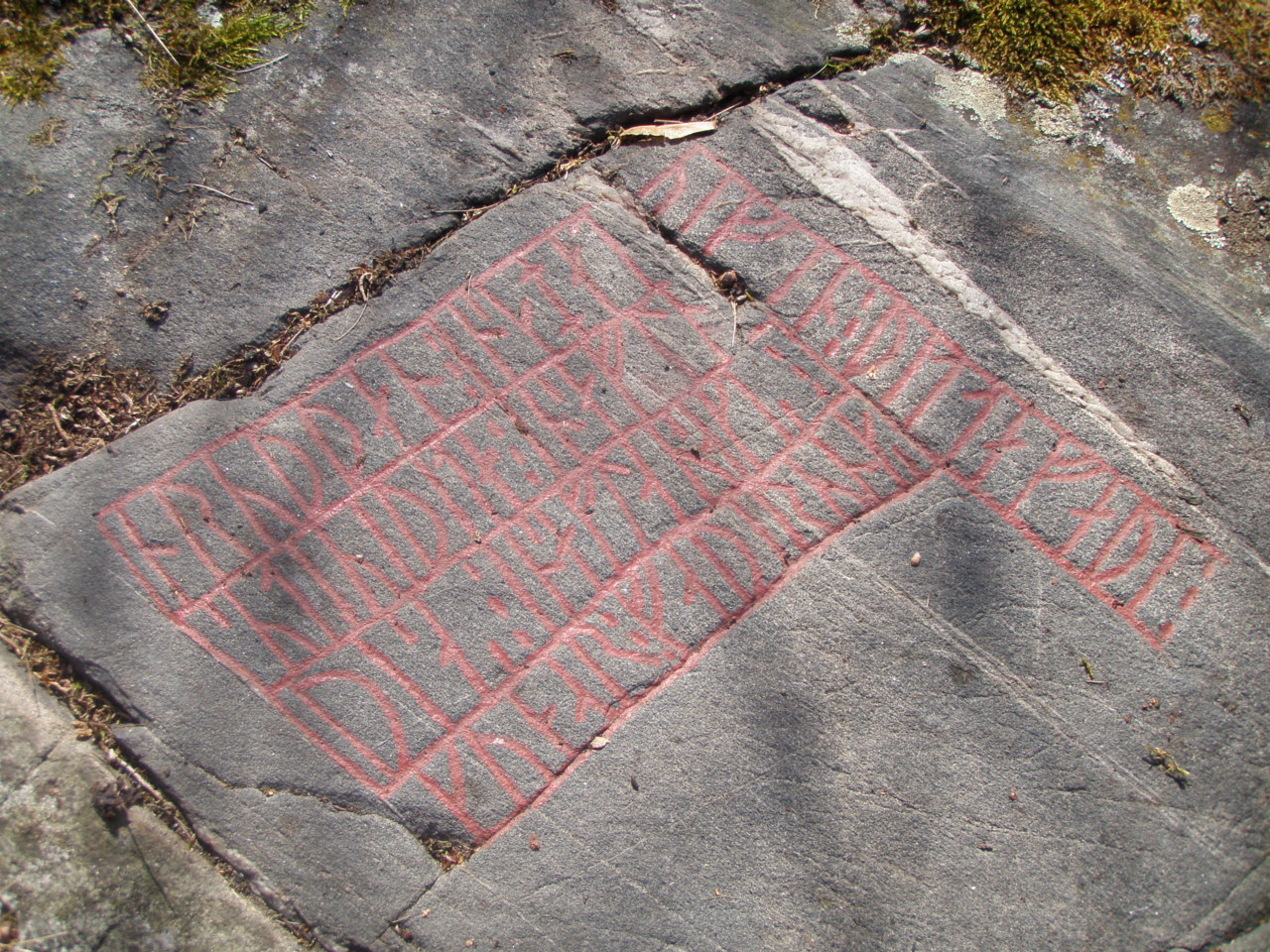
På Oklundaristningen finns det äldsta belägget på mansnamnet Gunnar.

Gunnar är ett mansnamn med gammalt nordiskt ursprung. Det är bildat av gunnr – strid, och haria (jämför substantivet här) – krigare.
Namnets äldsta belägg är som runstensnamn, i en ristning från 800-talet vid Oklunda gård i Östra Husby i östra Östergötland. Ristningens Gunnar ”flydde förfallen till straff” och ”uppsökte detta vi”.
I nordisk mytologi är Gunnar Gjukeson en gestalt i sagorna om Sigurd Fafnesbane. Historien om honom anses bygga på Gundaharius, den siste burgunderkonungen, som föll i strid mot hunnerna 437. Namnet var också populärt i fornnordisk tid som till exempel Gunnar på Lidarände, en isländsk storbonde och skald i Njáls saga och Gunnar Keldugnupsfånen, huvudperson i en isländsk askepiltsaga från 1400-talet.
År 1900 var Gunnar det tionde vanligaste pojknamnet. 1925 hade Gunnar avancerat till femteplatsen och höll den positionen även 1950. Därefter har populariteten avtagit.
Den 31 december 2014 fanns det totalt 110 650  personer i Sverige med namnet, varav 17 732  med det som tilltalsnamn. Det fanns också 189 personer som hette Gunnar i efternamn vid samma tid. År 2014 fick 70 pojkar namnet som tilltalsnamn.
Namnsdag: 9 januari, tillsammans med Gunder (sedan 1901). I den finlandssvenska namnsdagslängden har Gunnar namnsdag 8 januari sedan 1929, då en egen namnsdagskalender togs i bruk för finlandssvenskar.

## Personer med namnet Gunnar
- Gunnar, runristare i Uppland

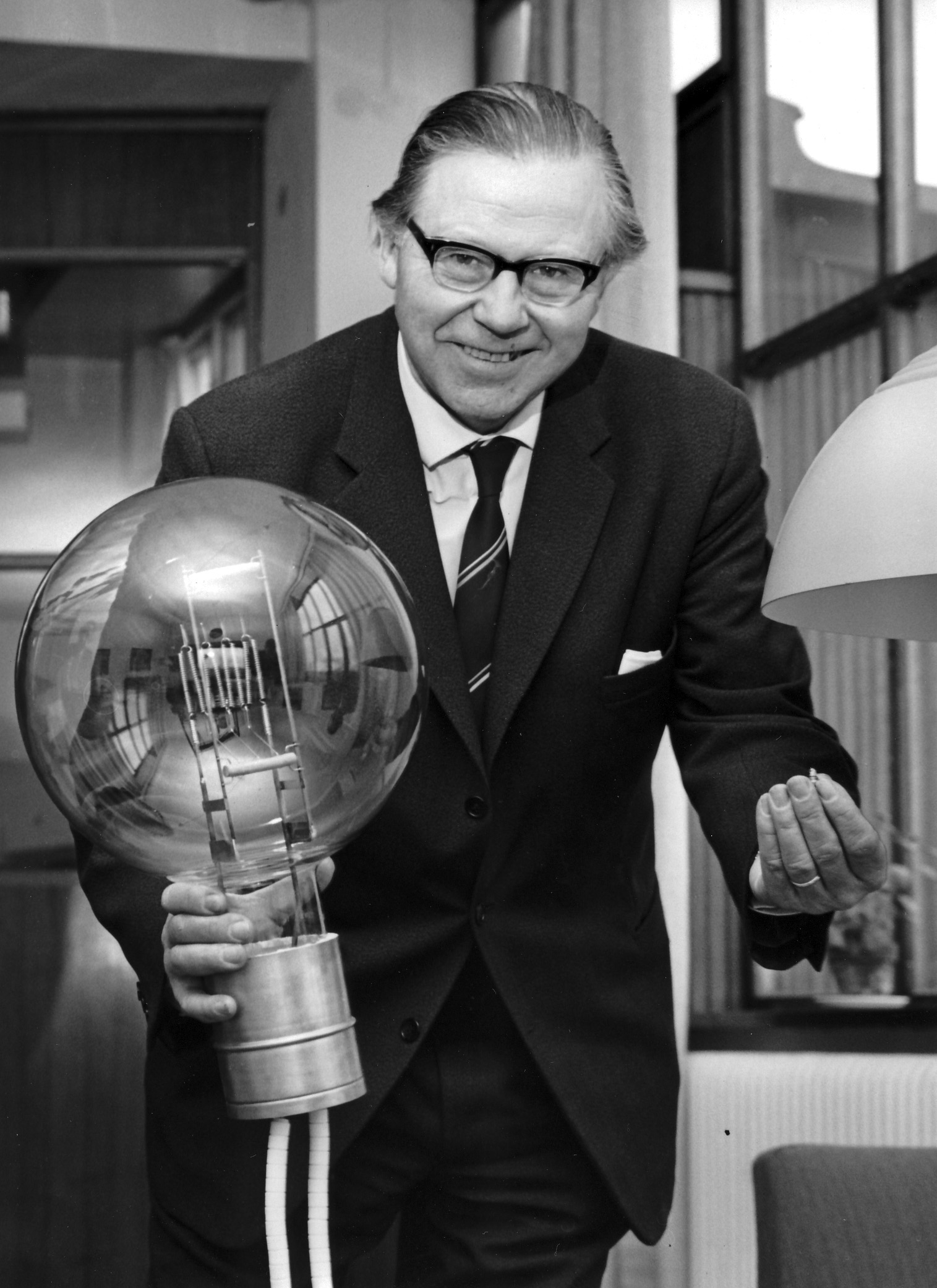
Gunnar Sträng, 1961.

- Gunnar Adler-Karlsson, samhällsdebattör och nationalekonom
- Gunnar Adolfsson, journalist, chefredaktör (Arbetartidningen) och författare
- Gunnar Andersson, rallyförare, ledare för Volvos tävlingsverksamhet
- Gunnar Asplund, arkitekt
- Gunnar Arvidson, programledare i TV
- Gunnar Axén, politiker (M), kommunikationsrådgivare och entreprenör
- Gunnar Berg (målare) (1863–1893), norsk målare
- Gunnar Berg (industriman) (1892–1987), svensk industriman
- Gunnar Bergh (militär) (1902–1982), svensk militär
- Gunnar Berg (politiker) (1905–1965), svensk politiker
- Gunnar Berg (läkare) (1906–1988), svensk läkare
- Gunnar Berg (tonsättare) (1909–1989), dansk tonsättare
- Gunnar Bergh (1909–1986), svensk kulstötare
- Gunnar Berg (pedagog) (född 1947), svensk professor i pedagogik
- Gunnar Berggren (boxare), OS-brons 1928
- Gunnar Bergh ("Kinna-Bergh"), kulstötare och diskuskastare
- Gunnar Biörck, professor i medicin, livmedikus, riksdagsledamot
- Gunnar Björling, finländsk författare
- Gunnar Björnstrand, skådespelare
- Gunnar Blix, kemist, prorektor
- Gunnar Bolin, kulturjournalist på Sveriges Radio
- Gunnar Bolin (formgivare)
- Gunnar Brandell, journalist, kritiker, författare och litteraturhistoriker
- Gunnar Brodin, universitetskansler, landshövding, riksmarskalk
- Gunnar Brusewitz, författare, konstnär
- Gunnar Bucht, tonsättare, musikforskare
- Gunnar Calenius, finländsk sångare, kompositör och skådespelare
- Gunnar Castrén, finländsk litteraturvetare
- Gunnar Cyrén, silversmed, glaskonstnär och industridesigner
- Gunnar Dahl (författare), doktor i historia
- Gunnar Danielson, statsråd, landshövding
- Gunnar Edander, kompositör
- Gunnar Ekelöf, författare
- Gunnar Ekman, medeldistanslöpare
- Gunnar Ericsson, politiker (c), satiriker (årskrönikorna om Svitjod)
- Gunnar Eriksson, körledare
- Gunnar Eriksson (längdskidåkare), OS-guld 1948
- Gunnar Eriksson, journalist, chefredaktör, författare
- Gunnar Ernblad, skådespelare och översättare
- Gunnar Falk (advokat)
- Gunnar Fredriksson, författare, tidningsman
- Gunnar de Frumerie, tonsättare
- Gunnar Gren, fotbollsspelare, olympisk guldmedaljör 1948, VM-silver 1958
- Gunnar "Oj-oj" Göransson, fotbollsspelare
- Gunnar Göransson (1933–2012), cyklist
- Gunnar Hahn, pianist, dragspelare, kompositör
- Gunnar Harding, författare, poet, översättare och kritiker
- Gunnar Heckscher, politiker (H), partiledare, ambassadör
- Gunnar Hedlund, politiker (C), partiledare, statsråd
- Gunnar Helén, politiker (FP), partiledare, landshövding
- Gunnar Hellström, skådespelare
- Gunnar Holmgren, landshövding och generaldirektör
- Gunnar Hoppe, geograf, professor, universitetsrektor
- Gunnar Hultgren, ärkebiskop 1958–1967
- Gunnar Höckert, finländsk friidrottare, olympisk guldmedaljör 1936
- Gunnar Höjer, gymnast, OS-guld i lag 1908
- Gunnar Hökmark, politiker (M), EU-parlamentariker
- Gunnar Idenstam, konsertorganist, kompositör
- Gunnar Jansson, släggkastare
- Gunnar Jarring, diplomat och språkvetare
- Gunnar Jervill, bågskytt, OS-silver 1972
- Gunnar Kieri, författare
- Gunnar Knudsen, norsk politiker, statsminister 1908–1910, 1913–1920
- Gunnar Lagergren, riksmarskalk, svåger till Raoul Wallenberg, svärfar till Kofi Annan
- Gunnar Lange, politiker (S), statsråd
- Gunnar Larsson (1921–2012), skidåkare, vasaloppsvinnare 1957, 1958
- Gunnar "Hulån" Larsson, skidåkare, OS-medaljör 1968
- Gunnar Larsson, simmare, bragdmedaljör, OS-guld 1972, VM-guld 1973
- Gunnar Levenius, överste
- Gunnar Lindström, spjutkastare
- Gunnar Lindström, professor i elektrisk mätteknik, Datasaabs grundare
- Gunnar Lund, politiker (s), diplomat
- Gunnar Lundén-Welden, musiker, kapellmästare, kompositör
- Gunnar Lundkvist, författare, serieskapare
- Gunnar Mossberg, klarinettist, saxofonist
- Gunnar Myrdal, statsråd (s), professor i nationalekonomi, mottagare av Sveriges Riksbanks pris i ekonomisk vetenskap till Alfred Nobels minne
- Gunnar Nilsson (fackföreningsman), politiker (s)
- Gunnar Nilsson (racerförare), segrare i Belgiens Grand Prix 1977
- Gunnar "Silver-Gunnar" Nilsson, boxare, OS-silver 1948
- Gunnar "Siljabloo" Nilson, jazzklarinettist
- Gunnar Nordahl, fotbollsspelare, olympisk guldmedaljör 1948
- Gunnar Nordin, travtränare och kusk
- Gunnar Norrby, cellist
- Gunnar Nyström (läkare), professor i kirurgi
- Gunnar Oldin, filmkritiker, journalist
- Gunnar Olsson (kanotist), OS-silver 1992
- Gunnar Petri, jurist, musikadministratör och författare
- Gunnar Rehlin, filmkritiker
- Gunnar Rosendal, "Fader Gunnar", präst i Osby församling
- Gunnar Sahlin, litteraturvetare, riksbibliotekarie 2003–2012
- Gunnar Samuelsson (skidåkare), OS-brons i stafett 1956
- Gunnar Mascoll Silfverstolpe, poet, ledamot av Svenska Akademien
- Gunnar Sjöberg, skådespelare
- Gunnar Staern, dirigent
- Gunnar Sterner, jurist
- Gunnar Sträng, politiker (S), finansminister 1955–1976
- Gunnar Strömmer, advokat och politiker (M), justitieminister
- Gunnar Svedberg, ingenjör, forskare, professor i kemiteknik, universitetsrektor
- Gunnar Svensson ("Helmer Bryd"), jazzpianist
- Gunnar Söderlindh, gymnast, OS-guld 1920
- Gunnar Sønsteby, norsk motståndsman
- Gunnar Thyrestam, tonsättare, kyrkomusiker
- Gunnar Tideström, litteraturhistoriker
- Gunnar Tjörnebo, hinderlöpare
- Gunnar Torhamn, konstnär
- Gunnar Turesson, trubadur
- Gunnar Unell, överste
- Gunnar Utterberg, kanotist, OS-guld 1964
- Gunnar Vingren, missionär
- Gunnar Weinberg, konstnär
- Gunnar Weman, ärkebiskop
- Gunnar Wennerberg, poet och ecklesiastikminister
- Gunnar O. Westerberg, företagsledare
- Gunnar Wetterberg, historiker och författare
- Gunnar Wiklund, sångare
- Gunnar Wingård, skådespelare
- Gunnar Åkerlund, kanotist, OS-guld 1948, OS-silver 1952
- Carl-Gunnar Hammarlund, rallyförare, programledare
- Carl-Gunnar Wingård, skådespelare och sångare
- Jean-Gunnar Lindgren, långdistanslöpare
- Johan Gunnar Andersson, expeditionsdeltagare, geolog, paleontolog och arkeolog i Kina
- Lars Gunnar Björklund, radio- och TV-journalist
- Lars-Gunnar Larsson (läkare), universitetsrektor
- Lars-Gunnar Pettersson, ishockeyspelare, VM-guld 1987
- Per Gunnar Evander, författare
- Sven-Gunnar Larsson, fotbollsmålvakt